# Neauphlette
Neauphlette là một xã của Pháp, nằm ở tỉnh Yvelines trong vùng Île-de-France.
Người dân ở đây trong tiếng Pháp gọi là Neauphlettois ou Neauphléens.
Các xã giáp ranh: Boissy-Mauvoisin và Ménerville về phía đông bắc, Longnes về phía đông và về phía đông nam, Gilles về phía nam và Guainville về phía tây nam và Bréval về phía bắc.

## Biến động dân số
| 1793 | 1800 | 1806 | 1821 | 1831 | 1836 | 1841 | 1846 | 1851 |
| ---- | ---- | ---- | ---- | ---- | ---- | ---- | ---- | ---- |
| 361  | 313  | 349  | 308  | 311  | 313  | 298  | 287  | 260  |

| 1856 | 1861 | 1866 | 1872 | 1876 | 1881 | 1886 | 1891 | 1896 |
| ---- | ---- | ---- | ---- | ---- | ---- | ---- | ---- | ---- |
| 263  | 295  | 299  | 278  | 249  | 249  | 256  | 233  | 255  |

| 1901 | 1906 | 1911 | 1921 | 1926 | 1931 | 1936 | 1946 | 1954 |
| ---- | ---- | ---- | ---- | ---- | ---- | ---- | ---- | ---- |
| 236  | 227  | 212  | 209  | 227  | 206  | 176  | 170  | 185  |

| 1962                                         | 1968 | 1975 | 1982 | 1990 | 1999 | - | - | - |
| -------------------------------------------- | ---- | ---- | ---- | ---- | ---- | - | - | - |
| 142                                          | 136  | 235  | 445  | 594  | 806  | - | - | - |
| Số liệu kể từ 1962 : dân số không tính trùng |      |      |      |      |      |   |   |   |